# Али паша Чандарлъ
Вижте пояснителната страница за други личности с името Али паша.
Чандарлъ Али паша е османски военачалник и велик везир (1387 – 1406) на султаните Мурад I и Баязид I, а по време на османското междуцарствие и на Сюлейман Челеби. Представител е на династията велики везири Чандарлъ.

## Произход и ранни години
Али паша е най-големият син на Чандарлъ Кара Халил Хайредин паша, първият велик везир на османския бейлик. Има двама братя – Илиас и Ибрахим, който също става велик везир. Няма информация за месторождението и датата, не е известно и къде получава образованието си; първоначално е кадия, а към 1387 г. вече е кадъаскер (военен съдия).

## Управление

### При Мурад I
Али паша поема поста на велик везир след смъртта на баща си, по време на която е заедно в Мурад I в Анадола. По-късно султанът му възлага операцията срещу Търновското царство на българския цар Иван Шишман, който иска да се присъедини към Балканския съюз. Али паша, с армия от 30 000 души, преминава Стара планина при прохода Надир на север от Айтос и влиза в Североизточна България през 1388 г., превземайки Провадия, Венчан, Шумен, Мадара, части и от Добруджанското десподство. По време на втори поход обсажда в Никопол Иван Шишман, без да успее да превземе града, но ограничава територията на Търновското царство до град Никопол и няколко по-малки дунавски крепости. Българският цар трябва да поиска мир и с подписаното споразумение е възпрепятстван да участва в Косовската война поради споразумението си с османците.
Али паша участва в битката при Косово (1389) и изиграва важна роля. Свидетел е на смъртта на Мурад I в битката; сражава се редом с Баязид. Ставайки султан, Баязид го запазва на поста велик везир.

### При Баязид
Чандарлъ Али паша води битката при Никопол срещу кръстоносците на Сигизмунд (1396).
През 1394 г. Баязид започва първата обсада на Константинопол, в която участва и Али-паша. Везирът се застъпва за запазване на дипломатическите връзки и именно той е авторът на споразумението с императора, съгласно което османците временно свалят обсадата в замяна на създаване на турски квартал и строителство на джамия в града, а също назначаване на мюсюлмански съдии (кадии). Появата на Тамерлан спасява Константинопол, тъй като на Баязид се налага да се отправи към Анадола с цялата си армия и да снеме блокадата.
Али паша смята, че войната с Тамерлан ще доведе до катастрофа, и се застъпва за мирни преговори. И той, и други съветници на Баязид го съветват да бъде предпазлив и да избягва битка в открито поле, но султанът решава по своему. Включва в битката тримата си сина: Сюлейман, Мустафа и Мехмед. В армията има много татари и „неверници“ . Според османския историк Мехмед Нешри, по съвет на Али паша за пръв път са набрани наемници от Рум (централната част на Анадола). Битката при Анкара завършва с катастрофа – разгром на армията, пленяване на Баязид и разпад на империята му.

### При Сюлейман Челеби
Когато Али паша вижда, че битката при Анкара е загубена, той с агата яничар Хасан и везира Мурад паша, за да спасят държавата, решават да спасят този, когото считат за наследник – Сюлейман, и го отвеждат първоначално в Бурса, а после в Одрин, където с подкрепата на византийския император Сюлейман се обявява за султан. Започва съперничество между братята – т.нар. османско междуцарствие, гражданска война. Али паша подкрепя Сюлейман в течение на четири години, до 1406/7 г. Вероятно той е сключил мирните договори с християнските държави (вкл. Византийската империя, Генуа и Венеция) през 1403 г.
Опитен политик, Али паша разбира, че държава, създадена в Румелия, няма да направи Сюлейман глава на Османската държава, затова предлага да се завземе Анадола. Хитростта му позволява на Сюлейман без бой да завладее Анадола: Али прехващал и променял писмата, които Мехмед Челеби и комендантът на Анкара си пращали.